# Bad Axe (Michigan)
Bad Axe város az USA Michigan államában, Huron megyében, melynek megyeszékhelye is. Lakosainak száma 3021 fő (2020. április 1.).

## Népesség
A település népességének változása:
| Lakosok száma | 190  | 3129 | 3021 |
|               | 1880 | 2010 | 2020 |